# 朱利叶斯·希伯特
朱利叶斯·希伯特医生是动画片《辛普森一家》中的角色。他由哈里·希勒配音，第一次出现在剧集“Bart the Daredevil”中。他是一名医学士，有高达155的智商，是镇子上最好的医生，但他的治疗费用很高。他很喜欢笑——特别是在同病人开价钱的玩笑时。他还是共和党黨員。